# Edículo

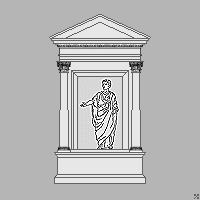
Esquema de un edículo.

Un edículo (del latín, aedicŭla, en plural, aediculae) es un edificio pequeño, en particular un templete que puede servir como tabernáculo o relicario, entre otras finalidades. Es un diminutivo de aedis o aedes, que significa templo. Aparecen tanto en la arquitectura clásica como en la gótica.

## Origen

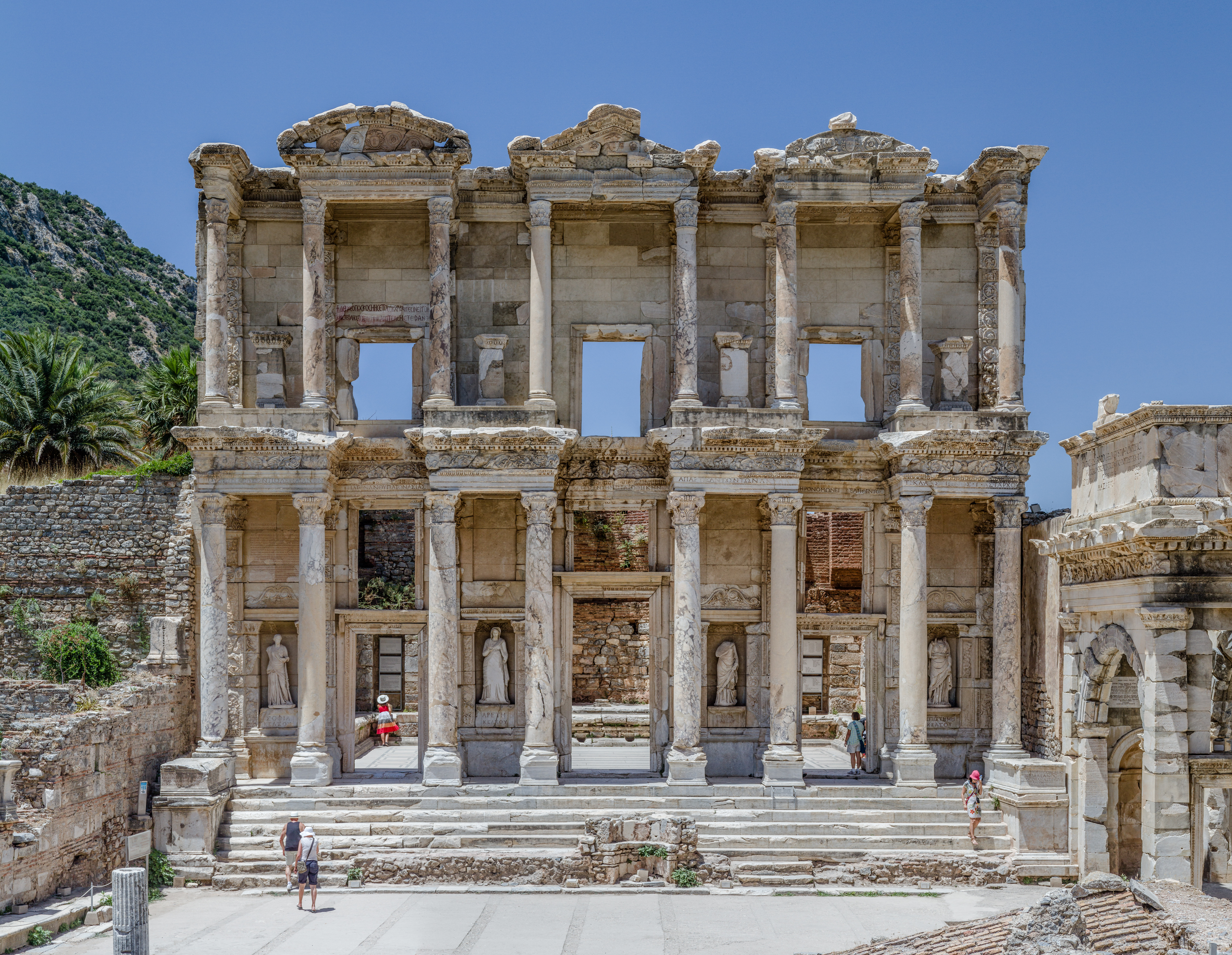
Fachada de la Biblioteca de Celso con aediculae.

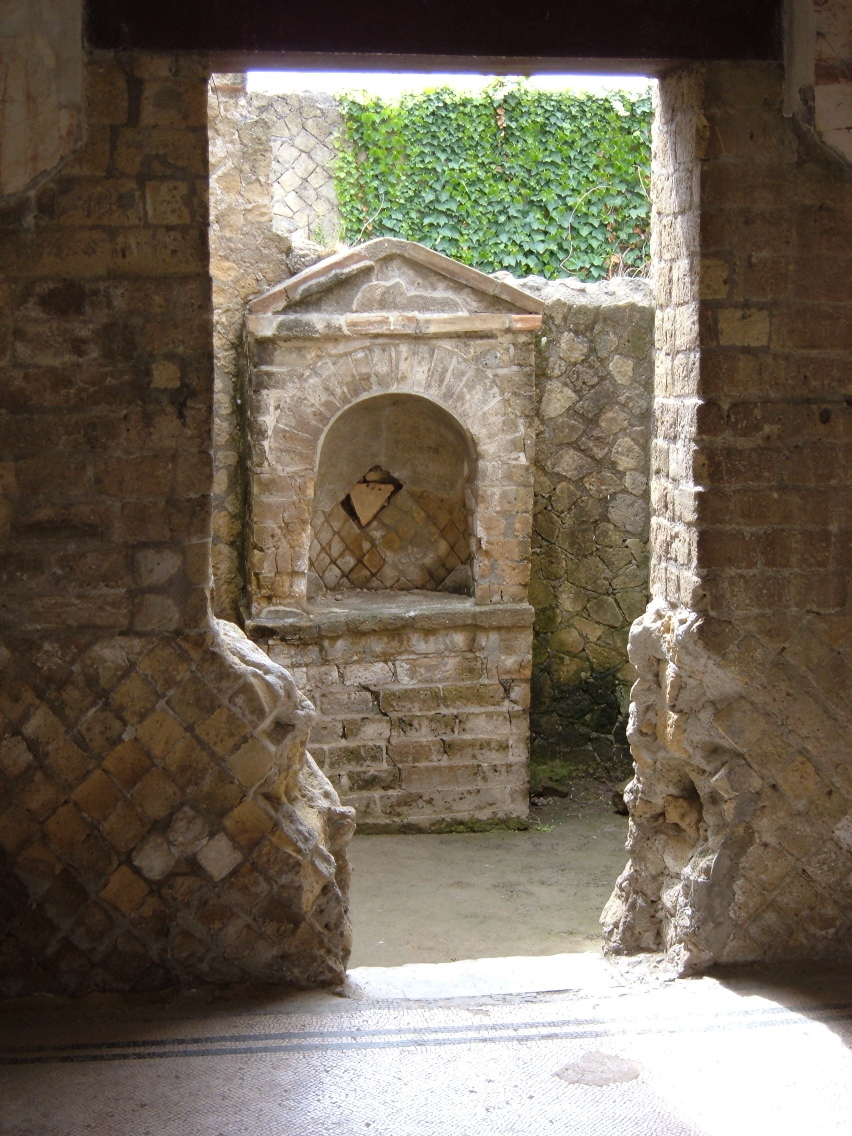
Edículo en una casa de Herculano.

Muchos edículos fueron santuarios caseros con pequeños altares o estatuas de los lares y penates. Los dioses lares eran deidades romanas que protegían la casa y el hogar. Los penates fueron en origen dioses tutelares (en realidad genios de la despensa) convirtiéndose luego en dioses domésticos que guardaban la totalidad de la casa y a quienes daba culto la gentilidad.
Otros edículos eran pequeños santuarios dentro de templos más grandes, normalmente situados sobre un pedestal o base, y superados por un frontón y rodeado de columnas. En la arquitectura romana los edículos tenían esta función representativa en la sociedad. Se instalaban en edificios públicos como arcos triunfales, puertas municipales o en las termas. La biblioteca de Celso en Éfeso (siglo II) es un buen ejemplo.
Pequeños templetes semejantes, llamados naiskos se encontraban en la religión griega, pero su uso era estrictamente religioso.
Anubis, dios de la mitología egipcia, es a menudo representado velando sobre una tumba simbolizada por un edículo.

## Usos posteriores
A veces se trata una ventana o una hornacina con una estructura de edículo, en una sección de pared como si fuera un edificio, a veces con columnas o pilastra flanqueando el vano, que apoyan un arquitrabe o frontón o una bóveda de crucería arqueada.
En la arquitectura cristiana, la forma tectónica tridimensional de un baldaquino, sobrevolando un altar, puede llamarse ciborio, uno de los varios usos de ese término. En la Edad Media, estas construcciones en miniatura con personajes esculpidos decoraban los portales y las galerías superiores de las iglesias medievales. Edículos pintados enmarcan figuras de la historia sagrada en las letras capitales de los manuscritos iluminados.
En el siglo XVIII, en urbanismo y arte de jardines, los edículos eran construcciones colocadas en parques y plazas, sin duda más cerrados que los pabellones y los quioscos y de inspiración antigua. Marcos con forma de edículo, tallados y dorados, son uno de los recursos favoritos de los marcos de espejo palladianos de Inglaterra de finales de los años 1720 hasta los años 1740, obra de diseñadores tales como William Kent.
Los edículos existen actualmente en cementerios romanos como parte de su arquitectura funeraria. Desde el siglo XIX, en urbanismo, se usan edículos como pequeñas construcciones dentro del espacio público, como por ejemplo quioscos de prensa o salidas de metro. Se vuelve a encontrar la asociación con estatuas como las fuentes Wallace. Son célebres los «edículos Guimard» de estilo modernista, realizados por Hector Guimard, que adornan numerosas estaciones del metro de París.